# ナショナル・スポーツ・スタジアム (モンゴル)
ナショナル・スポーツ・スタジアム（蒙: Төв цэнгэлдэх хүрээлэн、英: National Sports Stadium Mongolia）は、モンゴル国の首都ウランバートルにある国内最大の多目的スタジアムであり、モンゴルの国立競技場である。

## 概要
1958年に建設された。収容人数は20,000人。主にサッカーの試合に用いられる。ニスレル・リーグに所属するエルチムがホームスタジアムとして使用する他、サッカーモンゴル国代表のホームスタジアムとしても利用される。また、毎年7月にはモンゴルの国民体育大会である国家ナーダムの会場としても利用されている。

## 交通アクセス
スフバートル広場より南に伸びるチンギス・カン通り沿いにある。スフバートル広場からタクシーで約10分。ウランバートル駅からも同程度。